# Oberwiera
Oberwiera är en kommun och ort i Landkreis Zwickau i förbundslandet Sachsen i Tyskland. Kommunen har cirka 1 000 invånare.
Kommunen ingår i förvaltningsområdet Waldenburg tillsammans med kommunerna Remse och Waldenburg.